# ハリデ・エディプ・アドゥヴァル
ハリデ・エディプ・アドゥヴァル （ハリデ・エディプ、トルコ語: خالده اديب اديوار、英: Halide Edip Adıvar、1884年1月7日 - 1964年1月9日）は、トルコの作家。トルコ・ナショナリズムに傾倒し、トルコ革命には兵士として参加した。

## 来歴
ハリデ・エディブは、イスタンブールの廷臣の子として生まれた。アメリカ系のミッションスクールであるロバート大学で、アラビア語と数学を学び、1901年に卒業した。
1908年の青年トルコ人革命の翌年に最初の作品を発表し、統一と進歩委員会機関誌をはじめとした雑誌や新聞に小説を投稿するかたわら、各地の学校で教鞭をとった。
最初の結婚で2児をもうけたが夫と離婚、その後1912年にアドナン・アドゥヴァル（アドナン博士）と結婚した。この頃から、さらに民族運動に対し活動的になっていった。イスタンブールの国民会議で指導的役割を果たし、トルコ独立戦争中の1920年には、イスタンブールの軍事法廷で、ムスタファ・ケマル、アドナン博士などとともに死刑を宣告されたが、アナトリアの戦場で兵士としてたたかった。
戦争に勝利した1922年には、戦争中の体験を踏まえ、従軍看護婦とふたりの戦士を描いた『試練』で祖国愛を訴えた。イスタンブールではなくアナトリアを舞台とした作品が発表されたことはトルコの文学史上でも画期的なことであった。
オスマン帝国の滅亡後にトルコの独立戦争を共に戦ったケマルと対立して、1926年から1936年までフランス第三共和政下のフランス、イギリスに渡った。1939年に帰国後は、イスタンブールで英文学の教授となった。1950年から1954年まで議員をつとめた。
最初の夫サーリフ・ゼキとの間に生まれた次男ハサンのミドル・ネームは「トーゴーTogo」であり、しばしば「ハリデが東郷平八郎の勝利に感銘を受けた」証拠とされている。ただし、これはあくまでミドル・ネームであり、実際にはあまり用いられなかったとされる。また、アドナン博士の回想録では「（次男の）名前はハサン・ヒクメットラーのみであり、トーゴーはミドル・ネームに過ぎない。当時、近隣の男子は皆「トーゴー」と呼ばれていた」と述べており、東郷平八郎の勝利から直接影響を受けた可能性は乏しいとされている。